# Collon
Collon (irl. Collann) – miejscowość w hrabstwie Louth w Irlandii położona ok. przy drodze N2, około 11 km od Droghedy. We wsi znajduje się obecnie nowe Opactwo Mellifont oraz dwa kościoły:
- Kościół anglikański - Kościół Irlandii, (ang. Church of Ireland), wybudowany w 1810 roku - kościół parafii Drogheda & Kilsaran[2]
- Kościół rzymskokatolicki pw. Niepokalanej Maryi (ang. Church of Mary Immaculate) - kościół parafii z Ardee, wybudowany w latach 1860-1877[3]